# Roberto García Parrondo
Roberto García Parrondo (Madrid, 1980. január 12. –) kézilabdaedző, korábbi spanyol válogatott kézilabdázó, jobbszélső. Jelenleg az MT Melsungen vezetőedzője.

## Pályafutása
2014-ben EHF-kupa győztes a Pick Szegeddel. 2016-ban a Budakalász KC-hoz igazolt, a szezon végén innen vonult vissza játékosként. 2017 szeptemberétől egy szezont Irina Gyibirova mellett a női ŽRK Vardar másodedzője volt. Közös irányításukkal a macedón csapat Bajnokok Ligája döntőt játszott, amelyet hosszabbítás után bukott el a Győri Audi ETO KC-val szemben. A szezon végén a csapat tulajdonosa a női csapat költségvetését jelentősen csökkentette, így az edzői stáb és a játékosok nagy része távozott, García Parrondo munkájára azonban igényt tartott és kinevezte a férfi csapatból távozó vezetőedző, Raúl González helyére. 2019 májusában őt nevezték ki az egyiptomi válogatott élére David Davis utódjaként. 2021 szeptemberében a német Bundesligában szereplő MT Melsungen vezetőedzője lett, miközben tovább folytatta munkáját az egyiptomi válogatott élén. A 2023-as világbajnokságon elért hetedik helyezés után az egyiptomi szövetség nem hosszabbította meg Parrondo szerződését, mivel úgy döntöttek, hogy főállású szövetségi kapitányra van szükségük.

## Sikerei,díjai
- vb-bronzérmes (2011),
- Mediterrán Játékok-győztes (2005),
- háromszoros spanyol bajnok (2008, 2009, 2010),
- háromszoros kupagyőztes (2008, 2012, 2013),
- kétszeres BL-győztes (2008, 2009),
- KEK-győztes (2005),
- klubvilágbajnok (2012)
- EHF-kupa győztes (2014)